# Tiina Sanila-Aikio
Tiina Juulia Sanila-Aikio ou Paavvâl Taannâl Tiina (née le 25 mars 1983 à Inari), est une chanteuse Same skolt finlandaise.
Elle est, entre le 28 mars 2015 et le 28 février 2020, présidente du Parlement sami de Finlande,. 

## Biographie
Elle a un contrat d'enregistrement avec Tuupa. Tiina a publié en 2005 un premier album de rock du monde des Samis.
Elle a alerté sur les effets néfastes du changement climatique pour la communauté autochtone de Laponie.

## Discographie
- Sää'mjânnam rocks! (2005)
- Uuh! (2006)
- Kå´llkue´ll še måttmešt tålkk (2007)